# Erazm Łochocki
Erazm Łochocki herbu Junosza (zm. w 1604 roku) – kasztelan słoński w latach 1568-1601, sędzia dobrzyński w latach 1553-1566.
Poseł na sejm warszawski 1556/1557 roku, sejm warszawski 1563/1564 roku z ziemi dobrzyńskiej.